# Rain Man
Pour plus de détails, voir Fiche technique et Distribution.
Rain Man (ou L'Homme de la pluie au Québec) est un film américain de Barry Levinson, sorti en 1988.
Le film raconte l'histoire de Charlie Babbitt (Tom Cruise), un jeune et égocentrique concessionnaire de voitures de luxe qui découvre que son père défunt, dont il s'était éloigné, a légué la quasi-totalité de sa fortune à Raymond Babbitt (Dustin Hoffman), un autiste savant et le frère de Charlie, dont celui-ci ignorait jusqu’alors l'existence. Débute alors un road movie entre les deux personnages que tout semble éloigner, au cours duquel ils apprendront à se connaître.
Rain Man est considéré comme l'un des premiers films à aborder le thème de l'autisme. Il est aussi souvent cité, de façon erronée, pour avoir mis en scène un personnage souffrant du syndrome d'Asperger (autisme sans déficience intellectuelle), popularisant ainsi l'erreur de compréhension de cette forme particulière d'autisme auprès du grand public alors que, dans le film, le personnage de Raymond Babbitt souffre lui du syndrome du savant.
Le film a notamment été récompensé par quatre Oscars du cinéma dont l'Oscar du meilleur acteur pour Dustin Hoffman, ainsi que deux Golden Globes.

## Synopsis
Charlie Babbitt, un revendeur de voitures de luxe basé à Los Angeles, est un jeune homme rude et égocentrique. Alors qu'il est en proie à des difficultés financières liées à ses activités, il apprend le décès de son père avec qui il était en froid depuis ses 16 ans.
Comptant beaucoup sur l'héritage laissé par son défunt père pour se remettre à flot, Charlie, alors qu'il écoute la lecture du testament, apprend qu'il ne reçoit en héritage que la vieille Buick Roadmaster décapotable de son père, ainsi que ses rosiers primés. La majorité de la fortune du défunt, estimée à 3 millions de dollars, est léguée à un administrateur pour un bénéficiaire anonyme qui s’avère être (après une courte enquête menée par Charlie) une institution psychiatrique de Cincinnati.
Se rendant sur les lieux avec sa petite amie Susanna pour obtenir des explications, Charlie y découvre que l'héritage de son père est en réalité destiné à l'un des pensionnaires de l’établissement, un certain Raymond Babbitt, qui n'est autre que son propre frère aîné dont Charlie ignorait totalement l'existence. Il apprend aussi que Raymond est atteint de troubles autistiques et constate les diverses manies et rituels dont il est affecté.
Charlie, rendu frustré et en colère à cause de ses problèmes financiers, et se sentant lésé de sa part d'héritage à laquelle il estime avoir droit, emmène avec lui Raymond dans le but de forcer l’institution à négocier pour qu'il puisse récupérer sa part de l'héritage. Quand Susanna comprend les intentions de Charlie (qui lui avait menti sur son but réel), la jeune femme le quitte, le laissant seul avec Raymond.
Quand Raymond refuse de prendre l'avion avec Charlie pour se rendre à Los Angeles (à cause de sa phobie liée aux accidents aériens), débute alors pour les deux frères un voyage en voiture en direction de la Californie dans la Buick héritée par Charlie. Ils parcourent alors les petites routes des États-Unis (à cause d'une autre phobie de Raymond, liée cette fois-ci aux accidents autoroutiers).
Au cours du voyage, Charlie, que tout semble séparer au premier abord de son frère aîné, apprend à mieux connaître Raymond et à l’apprécier. Il découvre également que celui-ci avait vécu dans son enfance avec sa famille. Il était le « Rain Man » (la prononciation infantile de « Raymond » par Charlie), une figure réconfortante dont Charlie s'était faussement souvenu comme d'un ami imaginaire. Mais un jour, dans la salle de bain, Raymond aurait brûlé (ou failli brûler) Charlie au cours d'un bain. C'est à la suite de cet épisode que leur père a décidé de placer Raymond en institution.
Après que Charlie a remarqué au cours du voyage les dons étonnants de Raymond pour le calcul mental et la subitisation, il décide de passer par Las Vegas afin d'aller jouer au casino Caesars Palace une partie de blackjack avec son frère. Comptant les cartes (en) sans effort, Raymond fait alors gagner à Charlie 86 000 $, une somme qui couvre ses dettes et qui lui sauve la mise, bien que les patrons du casino obtiennent des preuves vidéo du stratagème et qu'ils exigent ensuite aux deux hommes de quitter leur établissement. Charlie se réconcilie aussi avec Susanna, qui a rejoint les frères à Vegas.
Arrivés à Los Angeles, Raymond reste quelques jours chez Charlie pendant qu'est jugée l'affaire concernant sa garde, que Charlie souhaite exercer. Mais quand l'administrateur de l'institution de Cincinnati lui fait une offre pour qu'il abandonne son idée, Charlie refuse l'argent et accepte que Raymond retourne à l'institution, disant à son interlocuteur qu'il aurait aimé être informé de l'existence de Raymond avant de le découvrir par lui-même. Il lui affirme aussi qu'il n'est plus contrarié d'être exclu du testament de son père, mais qu'il souhaite conserver une relation avec son frère aîné.
Le dernière scène du film montre Charlie escortant son frère jusqu’au train qui le ramène à Cincinnati, accompagné du médecin qui s'occupe de lui et qui gère sa fortune. Alors que Raymond monte à bord du train, Charlie promet de lui rendre visite dans deux semaines.

## Fiche technique
- Titre original et français : Rain Man
- Titre québécois : L'Homme de la pluie
- Réalisation : Barry Levinson
- Scénario : Ronald Bass et Barry Morrow, d'après une histoire de Barry Morrow
- Musique : Hans Zimmer
- Photographie : John Seale
- Montage : Stu Linder
- Décors : Ida Random (en)
- Costumes : Bernie Pollack
- Production : Mark Johnson, Gerald R. Molen, Peter Guber et Jon Peters
- Société de production : Metro Goldwyn Mayer, Guber-Peters Company et Star Partners II, Ltd
- Société de distribution : United Artists
- Budget : 25 millions $
- Pays de production :  États-Unis
- Langue originale : anglais
- Format : couleurs - 1,85:1 - 35 mm - Dolby Surround
- Genre : comédie dramatique, road movie
- Durée : 133 minutes
- Dates de sortie[2] : 
  - États-Unis : 12 décembre 1988 (première à New York), 16 décembre 1988 (sortie nationale)
  - France : 15 mars 1989

## Distribution

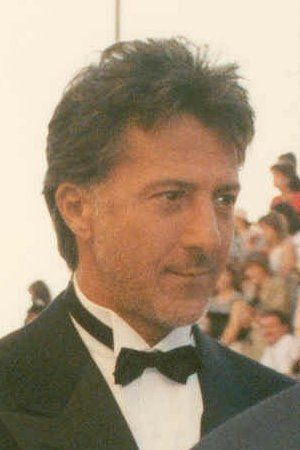
Dustin Hoffman en 1989.

- Dustin Hoffman (VF : Dominique Collignon-Maurin) : Raymond « Ray » Babbitt
- Tom Cruise (VF : Patrick Poivey) : Charlie Babbitt
- Valeria Golino (VF : Gabriella Bonavera) : Susanna
- Jerry Molen (VF : William Sabatier) : le docteur Bruner
- Jack Murdock (en) (VF : Jean Michaud) : John Mooney
- Michael D. Roberts : Vern
- Ralph Seymour[3] (VF : William Coryn) : Lenny
- Lucinda Jenney (VF : Martine Meiraghe) : Iris
- Bonnie Hunt : Sally Dibbs
- Barry Levinson (VF : Jean-Pierre Moulin) : le docteur Murston (non crédité)
- Ray Baker (VF : Raoul Delfosse) : M. Kelso
- Kim Robillard[4] (VF : Jean-Luc Kayser) : le médecin généraliste dans la petite ville
- Bryon P. Cavnar[5] (VF : René Bériard) : l'homme bavard dans la salle d'attente

## Production

### Genèse
Le producteur Roger Birnbaum est le premier à donner son accord pour produire le film. Il l'a fait immédiatement après que Barry Morrow a écrit le scénario[réf. nécessaire]. En souvenir de cet appui, Birnbaum a reçu des remerciements spéciaux sur le générique de fin du film.
Martin Brest est l'un des premiers réalisateurs envisagés pour mettre en scène le film mais, peu satisfait du scénario, il décide d'abandonner le projet. Steven Spielberg tente alors de relancer l'adaptation et travaille pendant plusieurs mois avec Ronald Bass sur un scénario, mais finit à son tour par jeter l'éponge, préférant se concentrer sur le troisième opus de ses aventures d'Indiana Jones.
Le co-scénariste du film et initiateur du projet, Barry Morrow, est membre des associations suivantes : l'« Association of Retarded Citizens », la « National Association of Social Workers » et l'« Autism Society of America », prouvant ainsi son engagement personnel vis-à-vis des personnes en situation de handicap mental, et qu'il revendique dans certaines déclarations personnelles. Il est donc curieux qu'il assimile handicap mental et syndrome d'Asperger.
Le personnage de Raymond Babbitt est inspiré de Kim Peek, un Américain atteint du syndrome du savant.

### Choix des interprètes
Pour le rôle de Charlie Babbit, dont le personnage était initialement âgé de 56 ans, Dustin Hoffman a d'abord été choisi avant que celui-ci n'obtienne le rôle de Raymond Babbit. Bill Murray, Robin Williams et Tom Hanks avaient aussi été envisagés, mais le personnage, rajeuni, fut attribué finalement à Tom Cruise.
Pour le rôle de Raymond Babbit, les acteurs Jack Nicholson, Robert De Niro et Mel Gibson avaient été envisagés avant que Dustin Hoffman ne soit choisi.
Dans le film, on peut découvrir à la fin la brève apparition de son réalisateur Barry Levinson, dans le rôle d'un médecin.

### Tournage
Le tournage de Rain Man comprend neuf semaines sur place à Cincinnati et dans tout le nord du Kentucky. D'autres parties du film ont été tournées dans le désert près de Palm Springs, en Californie.

### Bande originale
La musique originale du film est composée par Hans Zimmer.
Le film contient par ailleurs de nombreuses chansons non originales :
| Titre                         | Artiste                        | Date |
| ----------------------------- | ------------------------------ | ---- |
| Iko Iko                       | The Belle Stars                | 1982 |
| Scatterlings of Africa        | Johnny Clegg et Savuka         | 1982 |
| Dry Bones                     | The Delta Rhythm Boys          | 1950 |
| At Last                       | Etta James                     | 1960 |
| Lonely Avenue                 | Ian Gillan et Roger Glover     | 1988 |
| Nathan Jones                  | Bananarama                     | 1988 |
| Stardust                      | Rob Wasserman et Aaron Neville | 1988 |
| Beyond the Blue Horizon       | Lou Christie                   | 1974 |
| I Saw Her Standing There      | The Beatles                    | 1963 |
| Please Love Me Forever        | Tommy Edwards (en)             | 1958 |
| Lonely Women Make Good Lovers | Bob Luman                      | 1972 |
| Wishful Thinking              | Jocko Marcellino (en)          |      |
| Lovin' Ain't So Hard          | Jocko Marcellino (en)          |      |

## Accueil

### Accueil critique
Rain Man rencontre un accueil critique majoritairement positif.
Sur le site agrégateur de critiques Rotten Tomatoes, le film obtient un score de 89 % d'avis favorables, sur la base de 135 critiques collectées et une note moyenne de 8,10/10 ; le consensus du site indique : « Ce roadmovie au sujet d'un autiste savant et de son frère inexpérimenté est loin d'être homogène, mais la direction de Barry Levinson est impressionnante et les solides performances de Tom Cruise et Dustin Hoffman ajoutent à son attrait. » Sur Metacritic, le film obtient une note moyenne pondérée de 65 sur 100, sur la base de 18 critiques collectées ; le consensus du site indique : « Acclamation générale » (Universal acclaim).

### Box-office
| Pays ou région    | Box-office        | Date d'arrêt du box-office | Nombre de semaines |
| ----------------- | ----------------- | -------------------------- | ------------------ |
| États-Unis Canada | 172 825 435 $     | -                          | -                  |
| France            | 6 474 520 entrées | -                          | -                  |
| Total mondial     | 354 825 435 $     | -                          | -                  |

## Distinctions

### Récompenses
- Oscars 1989 :
  - Oscar du meilleur film
  - Oscar du meilleur réalisateur pour Barry Levinson.
  - Oscar du meilleur scénario original pour Ronald Bass et Barry Morrow.
  - Oscar du meilleur acteur pour Dustin Hoffman.

- Golden Globes 1989 :
  - Golden Globe du meilleur film dramatique
  - Golden Globe du meilleur acteur dans un film dramatique pour Dustin Hoffman.
- Berlinale 1989 : Ours d'or

### Nominations
- Oscars 1989 :
  - nomination à l'Oscar de la meilleure direction artistique pour Ida Random (en) et Linda DeScenna.
  - nomination à l'Oscar de la meilleure photographie pour John Seale.
  - nomination à l'Oscar du meilleur montage pour Stu Linder.
  - nomination à l'Oscar de la meilleure musique de film pour Hans Zimmer.

- Golden Globes 1989 :
  - nomination au Golden Globe du meilleur réalisateur pour Barry Levinson.
  - nomination au Golden Globe du meilleur scénario pour Ronald Bass et Barry Morrow.

- British Academy Film Awards 1989 :
  - nomination au BAFTA du meilleur acteur pour Dustin Hoffman.
  - nomination au BAFTA du meilleur scénario original pour Ronald Bass et Barry Morrow.
  - nomination au BAFTA du meilleur montage pour Stu Linder.

- César 1990 : nomination au César du meilleur film étranger

## Analyse

### Syndrome d'Asperger
Le film est souvent cité pour avoir mis en scène un personnage avec syndrome d'Asperger et a popularisé une erreur de compréhension de cette forme d'autisme auprès du grand public, notamment à travers l'image — erronée — du génie autiste. Roselyne Bachelot note que « pour nombre de gens qui n'ont pas l'expérience de ce handicap, l'autisme correspond au syndrome d'Asperger, illustré par le personnage incarné par Dustin Hoffman dans le film Rain Man », ce qui ne leur permet pas de comprendre la situation de la majorité des autistes.
Le personnage incarné par Dustin Hoffman est souvent décrit comme ayant le syndrome d'Asperger mais, dans le film, le Dr Bruner ne fait mention que d'autisme.
Raymond aurait donc le syndrome du savant. C'est pourquoi l'idée fausse que les personnes ayant le syndrome d'Asperger sont forcément savantes s'est répandue. Cette confusion est généralement considérée comme ayant porté préjudice à la perception que le grand public a du syndrome d'Asperger.
Pour plusieurs personnes diagnostiquées Asperger, dont Daniel Tammet et Josef Schovanec, le personnage de Raymond, qui ne saurait être représentatif de la diversité du spectre de l'autisme, donne en outre une vision datée, caricaturale et en partie inexacte du syndrome qu'il présente.

### Titre du film au Québec
Le titre québécois du film est L'homme de la pluie, ce qui peut sembler aller à l'encontre du scénario (en effet, dans la version originale, Charlie a construit le nom Rain man à partir de « Raymond ») mais, en un sens, les souvenirs qu'il garde de ce personnage (qu'il croit imaginaire), à travers ses yeux d'enfants, sont attachés au sens qu'ont ces mots (« l'homme de la pluie », un surnom enfantin pour un personnage imaginaire).[Interprétation personnelle ?]

## Autour du film

### Version tronquée du film diffusée par les compagnies aériennes
Au cours du mois de juin 1989, au moins quinze grandes compagnies aériennes internationales ont diffusé dans les avions de leurs compagnies des versions éditées du film Rain Man, qui omettaient la scène au cours de laquelle le personnage de Raymond Babbitt refuse de prendre un avion quand il mentionne les accidents aériens du Vol American Airlines 625 (1976), du Vol Delta Air Lines 191 (1985) et du Vol Continental Airlines 1713 (1987), mais qu'il indique qu'il n'y a jamais eu d'accidents chez Qantas, une compagnie basée en Australie,.
Plusieurs personnes ont critiqué cette décision, notamment le réalisateur du film Barry Levinson, le co-scénariste Ronald Bass et George Kirgo qui, à l'époque, était le président de la Writers Guild of America, West. Lors d'une interview téléphonique, Barry Levinson a ainsi déclaré : « Je pense que c'est une scène clé pour tout le film [...] C'est pourquoi elle est là-dedans. Elle lance toute leur odyssée à travers le pays – parce qu'ils ne pouvaient pas prendre un vol »,.
Alors que certaines des compagnies aériennes ayant effectué cette censure se sont défendues, affirmant agir ainsi pour éviter à leur passagers de se sentir mal durant la projection du film au cours d'un vol, les passagers prenant en sympathie le personnage de Raymond, la scène a été montrée intacte sur les vols de la compagnie Qantas ; les commentateurs ont noté que Raymond mentionne celle-ci comme la seule compagnie aérienne dont les avions ne se sont « jamais écrasés »,.
Le film est aussi crédité pour avoir présenté le dossier de sécurité (Safety record) de la compagnie Qantas aux consommateurs américains,.